# Oceania Rugby Cup 2017
Oceania Rugby Cup 2017 (in inglese 2017 Oceania Rugby Cup) fu la 9ª edizione della Coppa d'Oceania di rugby a 15 organizzata da Oceania Rugby.
Il torneo era valido anche per le Qualificazioni alla Coppa del Mondo di rugby 2019 e vi presero parte solo le nazionali di Tahiti e delle Isole Cook, che si affrontarono in gara unica a Rarotonga, Isole Cook il 4 agosto 2017.
Sul campo vinse Tahiti per 13-9 ma, su reclamo delle Isole Cook, il 23 aprile 2018 World Rugby squalificò i vincitori per aver schierato giocatori non in regola con le norme sull'idoneità internazionale, decretando la vittoria delle Isole Cook.

## Incontro
| Arbitro: | Alan Aiolupotea |

|                      |      |                         |
|                      | mt   | 30’ Perez 40+4’ Brouqui |
| Iroa 11’, 39’, 40+1’ | c.p. | 2’ Jimenez              |